# Tenorbanjo
De tenorbanjo is een banjo met vier snaren die doorgaans met een plectrum wordt bespeeld. Het instrument heeft een kortere hals dan de bluegrassbanjo en is meestal C-G-D-A gestemd (net als een altviool) of G-D-A-E (als een viool) maar dan een octaaf lager. De tenorbanjo wordt vooral in Dixieland Jazz gebruikt. Het is een van de weinige snaarinstrumenten die hoorbaar blijft zonder versterking tussen koperblazers. De tenorbanjo wordt dan als akkoordeninstrument met een plectrum bespeeld.
De tenorbanjo heeft ook een vaste plaats in de Ierse volksmuziek verworven. Dan is de rol juist als melodieinstrument. Hiervoor wordt de G-D-A-E stemming gebruikt (gelijk aan octaafmandola). Het is algemeen aanvaard dat het Barney McKenna, banjo-speler bij de Ierse band The Dubliners, was die deze stemming als standaard in de Ierse muziek introduceerde. Ook worden de snaren dan met een plectrum aangeslagen.